# Premi Cóndor de Plata a la millor pel·lícula estrangera
EL Premi Còndor de Plata a la millor pel·lícula estrangera va ser un dels guardons lliurats anualment per l'Associació de Cronistes Cinematogràfics de l'Argentina.
En 1943, en la primera edició dels Premis Còndor de Plata, la pel·lícula guanyadora va ser Que verda era la meva vall, dels Estats Units, dirigida per John Ford. En els tres anys subsegüents van guanyar aquest premi: Sang, suor i llàgrimes, també dels Estats Units, dirigida per Noël Coward i David Lean; Going My Way, del Regne Unit, dirigida per Leo McCarey; i A Song to Remember, dels Estats Units, dirigida per Charles Vidor. Així mateix, en 1956 la guanyadora va ser Cómicos, una coproducció espanyola i argentina, dirigida per Juan Antonio Bardem, mentre que en 1970 el va guanyar I pugni in tasca, d'Itàlia, dirigida per Marco Bellocchio.
Aquest premi va ser lliurat per última vegada en el 52° lliurament dels Premis Còndor de Plata l'any 2004; ja que des de l'any 2005, aquesta rúbrica es va dividir en dues categories: Millor pel·lícula en llengua estrangera i Millor pel·lícula iberoamericana.

## Guanyadors i nominats
| Any                                       | Pel·lícula                  | Direcció                               | País                    | Ref. |
| ----------------------------------------- | --------------------------- | -------------------------------------- | ----------------------- | ---- |
| 1990                                      | Babettes gæstebud           | Gabriel Axel                           | Dinamarca               |      |
| 1991                                      | Nuovo Cinema Paradiso       | Giuseppe Tornatore                     | Itàlia                  |      |
| 1992                                      | Ju Dou                      | Zhang Yimou                            | R.P. de la Xina         |      |
| 1993                                      | Dà Hóng Dēnglóng Gāogāo Guà | Zhang Yimou                            | R.P. de la Xina         |      |
| 1994                                      | El piano                    | Jane Campion                           | Nova Zelanda            |      |
| 1995                                      | Fresa y chocolate           | Tomás Gutiérrez Alea Juan Carlos Tabío | Cuba                    |      |
| 1996                                      | Il postino                  | Michael Radford                        | França Itàlia · Bèlgica |      |
| 1997                                      |                             |                                        |                         |      |
| Abans de la pluja                         | Milcho Manchevski           | Macedònia del Nord Regne Unit França   | [ 3 ]                   |      |
| Antonia                                   | Marleen Gorris              | Països Baixos                          | [ 4 ]                   |      |
| Land and Freedom                          | Ken Loach                   | Regne Unit                             | [ 4 ]                   |      |
| Underground                               | Emir Kusturica              | Iugoslàvia                             | [ 4 ]                   |      |
| 1998                                      |                             |                                        |                         |      |
| Smoke                                     | Wayne Wang                  | Estats Units                           | [ 5 ]                   |      |
| Secrets & Lies                            | Mike Leigh                  | Regne Unit                             | [ 6 ]                   |      |
| Kolya                                     | Jan Sverák                  | Txèquia                                | [ 6 ]                   |      |
| L.A. Confidential                         | Curtis Hanson               | Estats Units                           | [ 6 ]                   |      |
| 1999                                      |                             |                                        |                         |      |
| To Vlemma tu Odissea                      | Theo Angelopoulos           | Grècia                                 | [ 7 ]                   |      |
| Brassed Off                               | Mark Herman                 | Regne Unit                             | [ 8 ]                   |      |
| Taʿm-e gilâs                              | Abbas Kiarostami            | Iran                                   | [ 8 ]                   |      |
| 2000                                      |                             |                                        |                         |      |
| Central do Brasil                         | Walter Salles               | Brasil                                 | [ 9 ]                   |      |
| Bacheha-Ye aseman                         | Majid Majidi                | Iran                                   | [ 10 ]                  |      |
| HANA-BI                                   | Takeshi Kitano              | Japó                                   | [ 10 ]                  |      |
| Festen                                    | Thomas Vinterberg           | Dinamarca                              | [ 10 ]                  |      |
| Todo sobre mi madre                       | Pedro Almodóvar             | Espanya                                | [ 10 ]                  |      |
| 2001                                      |                             |                                        |                         |      |
| Amores perros                             | Alejandro González Iñárritu | Mèxic                                  | [ 11 ]                  |      |
| L'assedio                                 | Bernardo Bertolucci         | Itàlia                                 | [ 12 ]                  |      |
| Mia eoniótita ke mia mera                 | Theo Angelopoulos           | Grècia                                 | [ 12 ]                  |      |
| Ressources humaines                       | Laurent Cantet              | França Regne Unit                      | [ 12 ]                  |      |
| Solas                                     | Benito Zambrano             | Espanya                                | [ 12 ]                  |      |
| 2002                                      |                             |                                        |                         |      |
| Fa yeung nin wa                           | Wong Kar-wai                | Hong Kong                              | [ 13 ]                  |      |
| La lengua de las mariposas                | José Luis Cuerda            | Espanya                                | [ 14 ]                  |      |
| Le Goût des autres                        | Agnès Jaoui                 | França                                 | [ 14 ]                  |      |
| Pane e tulipani                           | Silvio Soldini              | Itàlia                                 | [ 14 ]                  |      |
| You're the One (una historia de entonces) | José Luis Garci             | Espanya                                | [ 14 ]                  |      |
| 2003                                      |                             |                                        |                         |      |
| Hable con ella                            | Pedro Almodóvar             | Espanya                                | [ 15 ]                  |      |
| La stanza del figlio                      | Nanni Moretti               | Itàlia                                 | [ 16 ]                  |      |
| Le fabuleux destin d'Amélie Poulain       | Jean-Pierre Jeunet          | França                                 | [ 16 ]                  |      |
| Ničija zemlja                             | Danis Tanović               | Bòsnia i Hercegovina                   | [ 16 ]                  |      |
| The Man Who Wasn't There                  | Joel Coen i Ethan Coen      | Estats Units                           | [ 16 ]                  |      |
| 2004                                      |                             |                                        |                         |      |
| L'arca russa                              | Aleksandr Sokúrov           | Rússia                                 | [ 17 ]                  |      |
| El viatge de Chihiro                      | Hayao Miyazaki              | Japó                                   | [ 18 ]                  |      |
| Mies vailla menneisyyttä                  | Aki Kaurismäki              | Finlàndia França · Alemanya            | [ 18 ]                  |      |
| Mystic River                              | Clint Eastwood              | Estats Units                           | [ 18 ]                  |      |
| The Pianist                               | Roman Polanski              | Alemanya França · Regne Unit Polònia   | [ 18 ]                  |      |